# 约翰·布罗克曼
约翰·布罗克曼（John Brockman，1941年2月16日—）是一位文学经纪人，以及专门研究科学文学的作家。他成立了前沿基金会，该组织聚集了大批科技领域的前沿思想家。
布罗克曼出生在马萨诸塞州波士顿一个贫穷的爱尔兰天主教徒聚居区，是波兰犹太裔移民。他在C·P·斯诺“两种文化”的基础上，引入了“第三种文化”，该文化由“经验世界中的那些科学家和其他思想家”组成，“通过他们的工作及写作说明文，正在取代传统的知识分子，展现我们生活更深层的含义，重新定义我们是谁，以及我们是什么。”
在20年间，他领导了一个科学沙龙，每年向众多知名科学家提出一个问题，并以书籍形式发表他们的答案，他决定在2018年象征性地关闭该沙龙。
他是Edge.org的编辑。

## 与杰弗里·爱泼斯坦的交往
在2019年，有人说布罗克曼是金融家杰弗里·爱泼斯坦的“智囊”，这给布罗克曼的前沿基金会带来一笔固定费用。爱泼斯坦以未成年人性交易的罪名被捕，并在等待审判时死亡。
布罗克曼在TED大会上举办的著名文学晚宴，使爱泼斯坦得以和科学家、创业者和其他技术亿万富翁交往。

## 语录
- “从某种意义上说，传统的美国知识分子越来越反动，而且常常骄傲地（且错误地）无视我们时代许多真正重要的知识成就。”[10]
- “纵观历史，只有极少数人为所有人进行了认真的思考。”

## 扩展阅读
- 斯拉沃热·齐泽克.  [文化研究与“第三种文化”]. The South Atlantic Quarterly. 2002, 101 (1): 19–32  [2020-06-18]. （原始内容存档于2020-11-12） （英语）.
- Lee Worden. 伊恩·博阿（英语：Iain Boal）; 詹菲里·斯通（Janferie Stone）; 迈克尔·沃茨（英语：Michael Watts）; 卡尔·温斯洛（Cal Winslow） , 编.  [反文化、网络文化和第三种文化：时时重塑文明]. 奥克兰: West of Eden: Communes and Utopia in Northern California. 2012: 199–221 （英语）.
- 帕斯卡尔·菲舍尔（Pascal Fischer）.  [“第三种文化知识分子”与查尔斯·达尔文] (PDF). Anglistentag Konstanz 2013: Proceedings (XXXV): 71–80. 2014  [2020-06-18]. （原始内容存档 (PDF)于2018-10-08） （英语）.
- Max Stadler.  [神经病史是废话吗？后古典思维不那么深的历史]. 伊希斯 (期刊)（英语：Isis (journal)）. 2014, 105 (1): 133–144  [2020-06-18]. （原始内容存档于2021-05-08） （英语）.
- 弗雷德·特纳（英语：Fred Turner (author)）; 克里斯汀·拉森（Christine Larson）.  [网络名人：企业家精神与新公共知识分子] (PDF). 公共文化（英语：Public Culture）. 2015, 27 (1): 53–84  [2020-06-18]. （原始内容存档 (PDF)于2021-04-13） （英语）.